# Kaganovič (incrociatore)
Il Kaganovič fu un incrociatore della Marina militare sovietica, entrato in servizio nel dicembre 1944 come quinta unità della classe Kirov.
Costruita per la Flotta del Baltico, a causa dei ritardi causati all'industria sovietica dagli eventi della seconda guerra mondiale la nave non fu completamente operativa che dopo la conclusione del conflitto, non giocando quindi alcun ruolo nella guerra. Rinominata Petropavlovsk nel 1957, la nave fu infine radiata dal servizio nel febbraio 1960 e avviata alla demolizione.

## Storia
La nave venne impostata il 26 agosto 1938 nel cantiere Numero 199 di Komsomol'sk-na-Amure nell'Estremo Oriente russo, a partire da componenti assemblati nel cantiere Numero 198 di Nikolaev in Ucraina e trasportati attraverso la Siberia. I lavori procedettero a rilento e la nave venne varata solo il 7 maggio 1944 con il nome di Kaganovič in onore di Lazar' Moiseevič Kaganovič, importante uomo politico sovietico dell'epoca; la nave fu poi ribattezzata Lazar' Kaganovič nel 1945 per evitare ogni riferimento a Mihail Kaganovič, uomo politico fratello del primo ma caduto vittima delle purghe staliniane. L'unità fu ufficialmente accettata in servizio e assegnata alla Flotta del Pacifico il 6 dicembre 1944, dopo essere stata rimorchiata giù per il fiume Amur e poi fino a Vladivostok; nonostante questo atto formale la nave risultava ancora largamente incompleta a quella data, e il rapporto ufficiale di conclusione dei lavori non venne firmato prima del 29 gennaio 1947.
La costruzione del Kaganovič fu rallentata dai continui ritardi sull'afflusso dei componenti dalle fabbriche dell'Unione Sovietica occidentale causati dai combattimenti del fronte orientale. Ad esempio, le turbine del sistema propulsivo dovettero essere trasportate da Leningrado dopo che questa fu circondata e assediata dalle forze dell'Asse nel settembre 1941, mentre gli alberi motori furono consegnati dalla fabbrica "Barricata" di Stalingrado poco prima che questa fosse distrutta dai tedeschi nel 1942. Altri ritardi furono causati dai danni occorsi nel dicembre 1942, quando le travi che sorreggevano il tetto del cantiere collassarono sopra lo scafo ancora in costruzione.
Non impiegata negli scontri della guerra sovietico-giapponese dell'agosto 1945, la nave spese gli anni seguenti il secondo conflitto mondiale impegnata in missioni di addestramento di routine. Il 3 agosto 1957 la nave fu ribattezzata Petropavlovsk in onore dell'omonima città, dopo che Lazar' Kaganovič era stato espulso lo stesso anno dal governo sovietico a seguito di un fallimentare colpo di Stato contro Nikita Sergeevič Chruščëv. La nave subì gravi danni alle sovrastrutture il 19 settembre 1957 dopo essersi imbattuta in un tifone di forza 12.
La nave fu infine radiata dal servizio attivo il 6 febbraio 1960 e in seguito avviata alla demolizione.